# Studium Kształcenia Podstawowego Politechniki Wrocławskiej

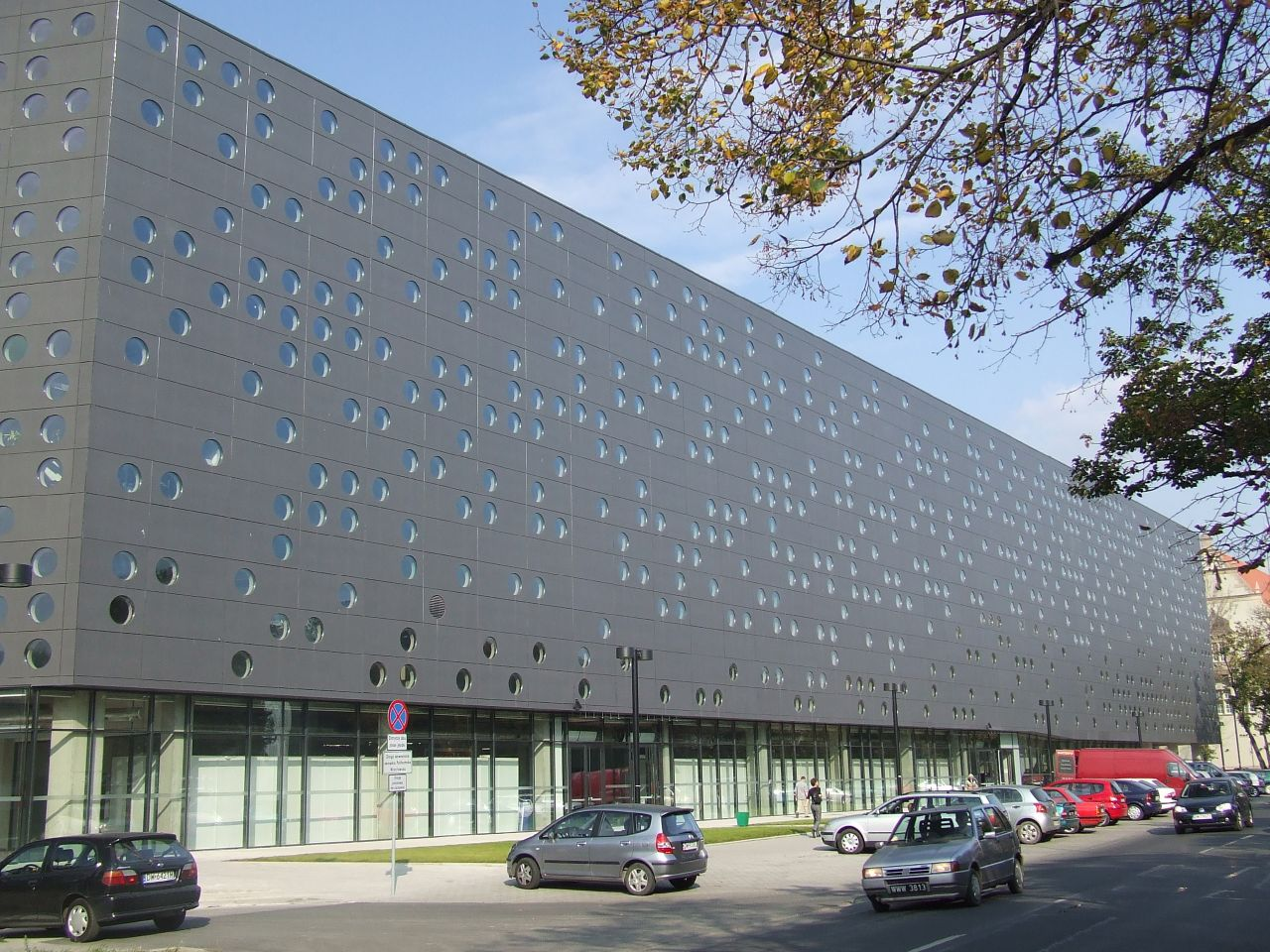
Budynek C-13 zwany "Serowcem", siedziba Studium Podstawowego Politechniki Wrocławskiej

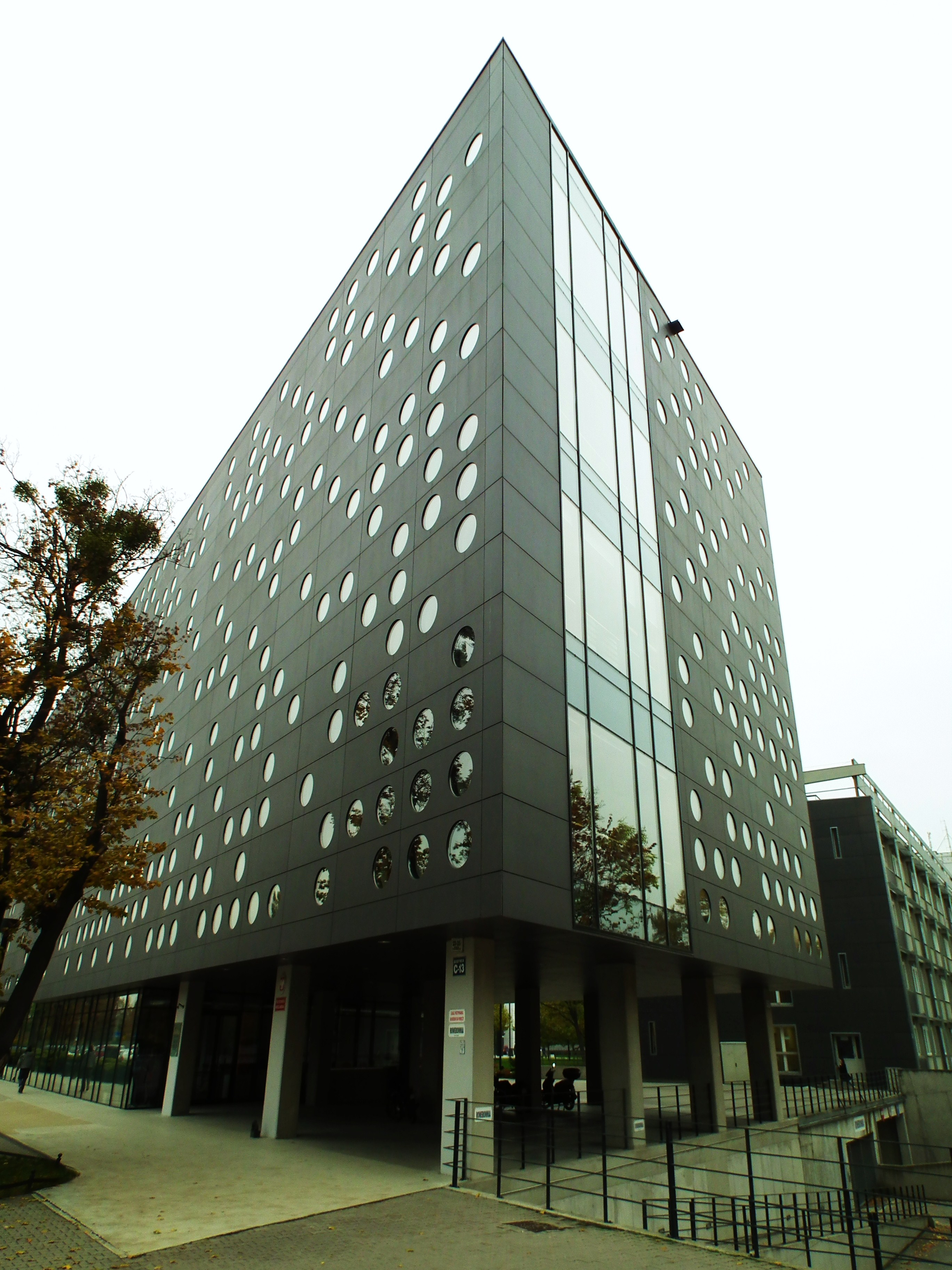
Widok narożny

Studium Kształcenia Podstawowego (SKP) Politechniki Wrocławskiej – międzywydziałowa jednostka organizacyjna utworzona do realizacji zadań dydaktycznych. 

## Historia
Została ona zniesiona decyzją Senatu Uczelni 30 września 2013 roku. Dawała ona możliwość wyboru kierunku studiów po pierwszym roku nauki. W ramach SKP studenci kształcili się w ramach przedmiotów ogólnych i wybranych przez nich przedmiotów kierunkowych. Po dwóch semestrach przechodzili oni już na drugi rok wybranego przez siebie kierunku studiów. Dyrektorem Studium był doc. dr Janusz Górniak.

## Budynek
Budynek o numerze C-13 (powierzchnia użytkowa - 15.000 m²), dzięki swemu nietypowemu wyglądowi, zwany jest potocznie "serowcem" lub "dziurowcem". Jego wygląd nawiązywać miał w zamiarach twórców do taśmy perforowanej. Obiekt wyróżniono nagrodą specjalną w konkursie Dolnośląska Budowa Roku 2007-2008. Projektantem była pracownia architektoniczna "Manufaktura 1". Główny projektant to Bogusław Wowrzeczka. Konstruktorem był Jacek Dudkiewicz.